# Fossilisierung (Linguistik)
Als Fossilisierung wird in der Linguistik das Stagnieren beim Erlernen einer Zweitsprache (auch: im L2-Erwerb) bezeichnet. Das Konzept geht auf Selinker (1972) zurück. Stabilisierung gilt als Vorstufe der Fossilisierung. Bei lang andauernden Stabilisierungsphasen spricht man dann von Fossilisierung. Diese können zu unterschiedlichen Zeitpunkten in Aussprache und/oder Grammatik auftreten.

## Begriffsbestimmung
Der Begriff der Fossilisierung ist umstritten. Es handelt sich um ein komplexes Konstrukt, bei dem kognitive, neurobiologische, sozio-affektive sowie externe Einflüsse, wie die sprachliche Umgebung eine zusammenhängende Rolle spielen. Der Terminus zeigt über Jahrzehnte eine Reihe von unterschiedlichen Interpretationen des Konstrukts auf, die ein sehr weites Bild von Fossilisierung aufzeigen. Laut Han & Selinker erweist sich jeder Versuch, das Phänomen durch eine einheitliche Darstellung zu sehen, letztendlich als unzureichend:

„Given the multiple dimensions of fossilization (mainly, general and local), any effort to explain the phenomenom through one unitary account will ultimately prove inadequate“

### Fossilisierung nach Selinker
„Fossilisierung“ (aus dem Englischen: fossilization) als Terminus im Bereich des Zweitspracherwerbs wurde erstmals im Jahr 1972 eingeführt und geht auf den Linguisten Larry Selinker zurück, als Erkenntnis, dass die Mehrheit der Zweitsprachlerner das muttersprachliche Niveau nicht erreichen. Laut Selinkers Hypothese zur Interimssprache (Interlanguage) gibt es unterschiedliche Stadien des lernersprachlichens Systems. Diese Stabilisierungsphasen sind normalerweise dynamisch und nähern sich immer weiter der Zielsprache an. Bei Stillstand einer Phase spricht man von Fossilisierung. Dies wurde in den früheren Konzeptionen fast synonym mit dem Terminus „Interimssprache“ verwendet. Aktuell bezeichnet Fossilisierung eine zentrale Charakteristik der Interimssprache
Fossilisierung wird seit den frühen Konzeptionen Selinkers als resistent angesehen und alle L2-Lerner betreffend. Somit wird stark impliziert, dass Lerner, unabhängig von allen Faktoren, nie das muttersprachliche Niveau erreichen werden. Lediglich 5 % der L2-Lerner sind fähig, das muttersprachliche Niveau zu erreichen. Dies betrifft sowohl Kinder als auch Erwachsene. Grund hierfür sei die latente sprachliche Struktur, also eine vorhandene, aber normalerweise nicht in Erscheinung tretende Struktur. Man geht von der Annahme aus, dass Erwachsene, die es geschafft haben, die Zweitsprache auf dem muttersprachlichen Niveau zu beherrschen, die Kompetenz haben, die latente Sprachstruktur zu reaktivieren. Diese Personen gehen aber durch einen ganz anderen psycholinguistischen Prozess als die meisten Sprecher.
Fossilisierung nach Selinker wird dual betrachtet. Als kognitiver Mechanismus wird angenommen, dass es sich dabei um einen Bestandteil einer latenten psychologischen Struktur handelt, die den Erwerb einer zweiten Sprache durch einen Lernenden vorschreibt. Auf der Ebene der Performanz bezeichnet der Begriff das regelmäßige Wiederauftreten sprachlicher Phänomene in der Zweitsprache, resistent gegen externe Einflüsse. Die beiden Funktionen wurden von Selinker konzipiert, um miteinander verbunden zu werden und eine Einheit darzustellen:

„Fossilization, a mechanism … underlies surface linguistic material which speakers tend to keep in their interlanguage productive performance, no matter what the age of the learner or the amount of instruction he receives in the target language“

Nach Selinkers Definition wurde der Begriff der Fossilisierung mehrfach uminterpretiert. Laut einigen Linguisten wird Fossilisierung als rein kognitiver Mechanismus betrachtet. Viele Linguisten folgten der performanzbasierten Dimension. Selinkers duale Definition wurde demnach einseitig betrachtet, oft als eine Entwicklungsstufe in der Interimssprache. Laut einigen Linguisten handelt es sich bei der Fossilisierung um eine zweistufige Definition. Diese zweistufige Definition definiert die Fossilisierung auf zwei miteinander verbundenen Ebenen. Auf dem kognitiven Level beinhaltet die Fossilisierung die zugrundeliegenden Mechanismen, die permanent die stabilisierten inkorrekten Formen der Interimssprache produzieren. Auf dem empirischen Level betrachtet, beinhaltet die Fossilisierung diese stabilisierten Formen zwischen der Erst- und Zweitsprache, die verbleiben, unberührt von Dauer und Qualität vom Input der Lerner.

### Fossilisierung als Prozess und Produkt
Fossilisierung kann als Produkt oder als Prozess verstanden werden. Auf kognitiver Ebene wird die Fossilisierung als Prozess angesehen, während es auf empirischer Ebene als Produkt gesehen wird. Als Produkt bzw. als Ergebnis wird es als ein dauerhaft stagnierender Zustand, entweder global oder lokal betrachtet, gesehen. Fossilisierung als Prozess bezieht sich auf die laufende Beendigung einer Entwicklung.
Laut Selinker kann man von fünf zentralen Prozessen sprechen:
•Übergeneralisierung: Es wird eine sprachliche Form regelhaft, aber im falschen Gebrauch angewendet. Dies kommt oft bei Sprechern vor, wenn diese einen Ausdruck verwenden möchten, dessen Verwendungsmöglichkeiten sie noch nicht kennen.
Beispiel: „What did he intended to say?“ (richtig: „What did he intend to say?“)
è Hier wird im Englischen das Morphem -ed, das die Vergangenheitsform markiert, falsch verwendet.
• transfer-of-training: Ein Problem, das bei Serbo-kroatischen Sprechern auf allen Niveaustufen beim Anwenden des Englischen beobachtet werden konnte, ist die falsche Verwendung des Personalpronomens he. Die Lernenden nutzen bei fast jeder Gelegenheit die 3. Person Sing. Maskulin he anstatt die weibliche Form she, sobald es notwendig und richtig wäre. Eine mögliche Begründung hierbei könnte die Unterrichtsform sein. In den meisten Lehrbüchern und die meisten Lehrkräfte verwenden bei Beispielen die Form he und lassen das feminine Personalpronomen aus. So kennen die Lernenden zwar die feminine Form, aber haben das Gefühl als sei die Unterscheidung nicht notwendig.
•strategies of second-language learning (Lernstrategien): Verschiedene Strategien beeinflussen das Lernen und somit das Interlanguage-System. Lernstrategien sind kulturgebunden. Beispielsweise nutzen viele indische Sprecher die Strategie der Simplifizierung. Wenn dann der Lernende die Strategie übernommen hat, dass alle Verben intransitiv oder transitiv sein können, produziert er Formen, wie: „I am feeling thirsty“ (richtig: „I am thirsty“).
•language-transfer (Interferenz): Es werden Strukturen der Muttersprache auf die Zweitsprache übertragen, wodurch Fehler entstehen. Ein Beispiel aus semantischer Ebene hierbei ist die Verwendung von ‚falschen Freunden‘. Es werden Wörter in der Zielsprache verwendet, die der Muttersprache ähneln oder gleich sind, aber eine andere Bedeutung in der Zielsprache haben.
•strategy of second-language communication: Die Kommunikationsstrategie nutzen Lernende, sobald sie genug Wissen angeeignet haben, sodass sie einigermaßen in der Zielsprache kommunizieren können. Danach hören sie auf zu lernen oder lernen nur minimal dazu.

### Globale und lokale Fossilisierung
Es wird zwischen lokaler und globaler Fossilisierung unterschieden. Bei globaler Betrachtung geht man davon aus, dass die Fossilisierung das gesamte System der Interimssprache betrifft und es demnach unwahrscheinlich ist, dass weiteres L2-Lernen möglich ist. Es kommt zu einem Entwicklungsstillstand. Andererseits kann die Fossilisierung auch lokal betrachtet werden, sodass ein bestimmtes Subsystem (z. B. Syntax) oder ein bestimmtes Merkmal (z. B. past-tense-Markierung im Englischen) fossilisiert, während das Lernen in anderen Bereichen möglich ist. Es wird also davon ausgegangen, dass die Fossilisierung nur isolierte sprachliche Elemente betrifft.
Bisherige empirische Untersuchungen zum Zweitspracherwerb haben eindeutige Beweise für die Variabilität zwischen Lernenden gezeigt. Das heißt, es wurde festgestellt, dass einzelne Lernende unterschiedliche Erfolge erzielen und das innerhalb sprachlicher Domänen und Subsysteme. Insbesondere Longitudinalstudien zur Fossilisierung haben überzeugende Beweise dafür geliefert, dass auch bei Lernenden, die scheinbar fossilisiert sind, das Lernen weiterhin fortgesetzt wird. So wird Fossilisierung eher lokal als global betrachtet.

## Erscheinungsformen der Fossilisierung
Fossilisierung kann vor allem in vier Erscheinungen auftreten:
• sprachliche Strukturen erscheinen unverändert bleibend über einen bestimmten Zeitraum hinweg
• sie erscheinen in verschiedenen Kontexten in gleicher Form (beispielsweise erscheinen bestimmte Phrasen verteilt in der Sprache, ohne dass es zielsprachlich sinnvoll wäre)
• es erscheinen die sprachlichen Formen im selben Kontext in korrekter oder inkorrekter Form. Fossilisierung kann sich demnach auch auf korrekte Formen beziehen.
• Backsliding: ein variables Zurückgleiten in frühere Erwerbsstufen, beispielsweise, sobald komplexere Themen behandelt werden und der Lernende viel zu verarbeiten hat.

## Mögliche Gründe der Fossilisierung
Durch den sehr weiten Begriff und die Komplexität gibt es viele mögliche Gründe der Fossilisierung. Einige Forscher sehen die Ursache der Fossilisierungserscheinungen vor allem in den Altersfaktoren. Forscher diskutieren schon seit Selinker, ob erwachsene Lerner das muttersprachliche Niveau erreichen können oder ob das nur im Kindesalter möglich ist. Generell geht man davon aus, dass Kinder eine Sprache schneller erlernen als Erwachsene. Dies wird auch als „Kritische Phase“ (Critical Period) bezeichnet, ein Zeitfenster, in dem das Nervensystem besonders empfindlich auf bestimmte Reize reagiert und eine fremde Sprache effektiv erworben werden kann. Jedoch lässt sich aus den Untersuchungen nicht eindeutig auf Ursachen im Alter schließen.
Daraus entsteht die zweite Frage, welche Ursache es hat, dass es einige wenige Menschen gibt, die im Erwachsenenalter das muttersprachliche Niveau erreicht haben, obwohl es die größte Mehrheit nicht schafft.
Einige mögliche Erklärungen für Fossilisierung sind zudem:
• wenig oder kein korrigierendes Feedback
• Qualität des Inputs
• fehlender Zugang zur Universellen Grammatik
•Fehler beim Zurücksetzen der Parameter: Einige Forscher glauben an einen weiterhin uneingeschränkten Zugang zur Universalgrammatik bei Erwachsenen. Die Neigung zur Fossilisierung ist ein Hinweis darauf, dass es sich um einen Fehler beim Zurücksetzen bestimmter Parameter handelt.
• Lernen hemmt das Lernen: Fossilisierung wird als eine Folge des neuronalen Systems betrachtet. Sind die neuralen Assoziationen einmal gebildet und fixiert als Ergebnis des Erstspracherwerbs, sind die Verbindungen schwer zu trennen. Die L2-Entwicklung baut weiter auf ein schon existierendes Netzwerk von mentalen Repräsentationen, wobei es zum „Widerstand“ des vorherigen Systems kommt (neurobiologische Verankerung).
• Automatisierung fehlerhafter Kenntnisse
• Verständnismangel
•Verarbeitungsbeschränkungen: L2-Lernende produzieren in der Regel zufällig grammatikalische und ungrammatische Sätze. Dadurch wird Fossilisierung mehr als Folge von Verarbeitungsbeschränkungen angesehen als ein Mangel an grammatikalischer Kompetenz:

„A perfectly fluent adult non-native speaker (NNS) of English will produce ‚I see him yesterday‘ and shortly thereafter ‚I saw him yesterday‘, apparently on a random basis (…) and is a phenomenom not found in the speech of NSs“

• Veränderung des emotionalen Zustands
• natürliche Neigung, sich auf den Inhalt zu konzentrieren, nicht auf die Form
• Vermeidung
• Mangel an Akkulturation
• Selbstüberschätzung der eigenen Fähigkeiten
• Mangel am Kommunikationsbedürfnis
• bewusstes oder unbewusstes codemixing als Ausdruck einer hybriden Identität: Aus soziolinguistischer Perspektive Prestons (1989) hat die Fossilisierung unter anderem etwas mit dem Gefühl gegenüber der Rezeption in die neue Sprachgemeinschaft zu tun. Aufgrund des Willens des Lernenden die Identität beizubehalten, repräsentieren die fossilisierten Formen die eigene Identität in der Sprachgemeinschaft.
In den letzten Jahrzehnten haben sich viele differenzierte Erklärungen zur Fossilisierung herausgestellt, die teilweise die globale und teilweise die lokale Fossilisierung betreffen. Als fundamentale Frage stellt sich, ob Fossilisierung auf den Mangel an Fähigkeit oder auf individuelle Variablen, wie die soziopsychologischen, zurückzuführen sei. Laut Roche ist die Annahme, die Begründung allein in neurophysiologischen Faktoren zu sehen, nicht ausreichend. Die Gehirnforschung belegt eine größere neuronale Plastizität und Vernetzung, als zuvor vermutet.

## Empirie
Seit den 1970er Jahren wurde Fossilisierung empirisch untersucht. Die erste Reihe von Studien zur Fossilisierung wurde von Watkin (1970) (nach dem typical error-Approach) innerhalb einer Untersuchung der Interimssprache publiziert. Er fand heraus, dass dieselben Fehler bei Artikeln und Verbformen im Hindi-Englischen und Japanisch-Englischen gemacht wurden. Dadurch hat Watkin die Zielsprache stärker in die Untersuchung zur Fossilisierung einbezogen als die Muttersprache. Mit einer begrenzten Datensammlung fand er Formen von Übergeneralisierung und warf Fragen des Transfers auf.

### Methodische Ansätze
Bisherige empirische Studien haben einen oder eine Kombination der folgenden methodischen Ansätze übernommen:

#### Longitudinal Approach
Die Longitudinalstudie als methodischer Ansatz wird als Voraussetzung für eine Untersuchung von Fossilisierung gesehen. Ein Beispiel einer Langzeitstudie ist die Studie von Lardiere (1998). Sie beobachtete 8 Jahre lang eine erwachsene Lernerin, deren Muttersprache Hokkien und Mandarin, Varianten der chinesischen Sprache, ist, und deren Zweitsprache Englisch ist. Die Teilnehmerin der Studie lebte seit 18 Jahren in den USA und war seit 10 Jahren komplett Teil der englischen Sprachumgebung und ist dementsprechend eine fortgeschrittene Sprecherin. Lardiere führte nur 3 Audio-Aufnahmen durch: die erste und zweite Aufnahme lagen 8 Jahre auseinander, der Zeitraum zwischen der zweiten und dritten Aufnahme lag bei 2 Monaten. Lardiere untersuchte anhand der drei Audioaufnahmen im Bereich der Flexionsmorphologie. Im Fokus stand die Verwendung der Pronominalen Flexion und der Flexion der Zeitform des ‚Past-Tense‘. Die Ergebnisse hierbei unterschieden sich stark. Die Flexion des ‚Past-Tense‘ blieb trotz des hohen Inputs von nativen Sprechern unverändert. Die Verwendung der Pronominalen Flexion war perfekt. Lardiere argumentiert dieses Phänomen anhand der Universellen Grammatik, wobei sie anschließend für eine Dissoziation zwischen der Entwicklung der Flexionsfixierung und der syntaktischen Kenntnis formaler Merkmale argumentiert.

#### Typical-Error Approach
In Studien, die nach dem Typical-Error-Ansatz gehen, werden sprachliche Fehler untersucht, die als typisch für Lerner mit derselben Muttersprache gelten und die auch üblicherweise auf unterschiedlichen Niveaustufen auftreten. Neben Watkin (1970) folgten Kellerman,Wekker&Hermans (1982) dem Typical-Error-Approach. In dieser Studie wurden Universitätsstudenten aus den Niederlanden untersucht, die als fortgeschrittene Englisch-Sprecher eingestuft wurden. Diese Studie untersuchte die Leistung von Lernenden in Bezug auf nicht vergangene und vergangene irreale Konditionalsätze unter experimentellen Bedingungen. Hierbei kam Kellerman zu dem Ergebnis, dass alle Studenten, auch fortgeschrittene Studenten im dritten Studienjahr, dieselben typischen Fehler machten. Dies war für Kellerman der Beweis für die Tendenz zur Fossilisierung. Ein Beispiel aus der Studie ist der oft auftretende Fehler der falschen Verwendung von ‚would‘ in der Protasis, dem Vordersatz eines Konditionalsatzes:
„If I would be able to live all over again, I would be a gardener“. à Richtig wäre hierbei: „If I were able to live all over again, I would be a gardener.“

#### Advanced-Learner Approach
Nach dem Advanced-Learner Ansatz werden nur Teilnehmer für die Studie ausgewählt, deren Zielsprache beinahe dem muttersprachlichen Level entspricht (near-native-speakers). Laut Hyltenstam (1988) vereinfacht dies die Untersuchungen zur Fossilisierung, da die Unterschiede zu Muttersprachler sehr gering sind. Hyltenstam (1988) untersuchte in seiner Studie im Bereich der Lexik und ging der Fragestellung nach, inwiefern sich die Lexik in Variation, Dichte und Spezifität zwischen den Muttersprachler und den L2-Lerner unterscheidet und inwiefern sich die Qualität und Quantität unterscheidet. Hierbei wurden schwedische Schüler der Senior High School, die teils bilingual Schwedisch und Finnisch aufgewachsen sind und teils bilingual Schwedisch und Spanisch. Eine dritte Gruppe, die monolingual nur mit der Schwedischen Sprache aufgewachsen ist, diente als Kontrollgruppe. Bei der Auswertung kam Hyltenstam zu dem Entschluss, dass das Vokabular der bilingualen Sprecher genauso groß, variierend und anspruchsvoll zu sein scheint wie bei den monolingualen Schüler. Dennoch stellten sich signifikante Unterschiede hinsichtlich der Fehlerhäufigkeit und der Verteilung der Fehlertypen fest. Diese Fehlertypen sind, da es sich um L2-Sprecher im „Endstadium“ handelt, laut Hyltenstam fossilisiert.

#### Corrective-Feedback Approach
Hier wird Fossilisierung festgestellt, indem die Zweitsprachler regelmäßiges Feedback zu ihrem Output erhalten. Thep-Ackrapong (1990) führte eine Studie mit dem Corrective-Feedback-Approach und dem Length-of-Residence-Approach durch. Untersuchungsgegenstand war der Englisch-Output eines Studenten in Amerika. Der Student lernte seit sechs Jahren die englische Sprache in Amerika und hatte Chinesisch und Vietnamesisch als Muttersprache. Der Teilnehmer nahm ein Semester lang an einer Nachhilfe teil, in der er regelmäßiges Feedback erhielt. Die Studie dauerte eineinhalb Jahre und es wurden dreimal Daten, vor und nach den Nachhilfesitzungen und ein Jahr danach, gesammelt. Ergebnis dieser Studie war, dass der Lerner weiterhin dieselben Fehler machte. Laut Thep-Ackrapong kann man davon ausgehen, dass demnach der Lerner ein „fossilisierter Lerner“ ist.

#### Length-of-residence Approach
Bei diesem Ansatz empirischer Untersuchungen werden Probanden ausgewählt, die sich lange in dem Land ihrer Zielsprache aufhalten. In diesem Ansatz wird eine Fossilisierung schon vorher angenommen, anstatt, dass der Versuch gemacht wird, wie bei einer Longitudinal-Studie, diese erst festzustellen. Washburn (1991) führte eine Vergleichsstudie mit zwei Gruppen durch, die sie selbst als „fossilisiert“ und „nicht-fossilisiert“ einschätzte. Die Probanden lebten mindestens seit fünf Jahren in dem ihrer Zielsprache. Diese Gruppen führten Aufgaben durch, deren Daten aufgesammelt wurden und zu verschiedenen Hypothesen zusammengestellt wurden. Ziel hierbei war es, das linguistische Verhalten zwischen den fossilisierten Sprecher und denen, die noch lernen und als noch nicht fossilisiert gelten, zu vergleichen. Einige Hypothesen ließen sich bestätigen, während andere nicht zutrafen. Beispielsweise ließ sich die Hypothese, dass die nicht-fossilisierten Lerner Aufgaben, die nach einer kurzen Lernphase zu erledigen waren, genauer und effizienter bearbeiteten als die fossilisiserten Lerner.

#### Longitudinal, Typical-Error, Advanced-Learner, Corrective-Feedback
Zhang (2014) untersuchte in einer empirischen Untersuchung 20 Personen zwischen 19 und 22 Jahren, deren Erstsprache Chinesisch und Zweitsprache Englisch ist. Es handelt sich dabei um Studenten der Anglistik an einer Universität in China. Diese Studie folgt mehreren Ansätzen: Dem Longitudinal Approach (wobei aktuell die Diskussion besteht, dass man erst ab fünf Jahren von einem Longitudinal-Ansatz sprechen sollte), dem Typical-Error Approach, dem Advanced-Learner Approach und dem Corrective-Feedback Approach.
In dieser Studie wurden in einer Zeitspanne von 2 Jahren 12 häufige sprachliche Fehler anhand von schriftlichen Aufgaben untersucht. Die Probanden wurden als fortgeschrittene Englischsprecher eingestuft, da sie seit 11 Jahren Englisch lernen und einen Test für Fortgeschrittene bestanden haben (Test for English Majors Band 4). Es wurden insgesamt 160 schriftliche Arbeiten untersucht, 20 jeweils zu Mitte eines Semesters und 20 zum Ende des Semesters. Alle Kompositionen waren erste Entwürfe, ohne dass die Studenten korrekturgelesen haben, sodass die Fehler unbewusst erzeugt wurden. Die Probanden wurden nicht über den Zweck der Studie informiert. Nach Überarbeitung der Daten wurden die Fehler in die vier Hauptebenen Morphologie, Lexik, Syntax und Diskurs eingeteilt. Nach dem Einreichen der schriftlichen Arbeiten wurden die Arbeiten der Studenten korrigiert. Fehler, die auch nach einem Jahr wiederholt auftraten, gelten laut der Studie als stabilisiert. Fehler, die nach zwei Jahren mit Fehlerrückmeldung weiterhin auftreten, gelten als fossilisiert. Ziel dieser Studie war es, zu beobachten, ob und inwiefern es zu den fossilisierten sprachlichen Strukturen gekommen ist. Weiterhin wurde untersucht, welche Fehler resistenter waren und was die Gründe dafür sein könnten. Die Ergebnisse zeigen, dass unter den 12 typischen Fehlern, 5 davon zurückgehen und die restlichen 7 steigen, mit der Tendenz zur Fossilisierung.
Hier folgen einige Beispiele von repräsentativen Fehlern, die die Studierenden gemacht haben:
Morphologische Ebene: „Half month later, I got the result of the examination.“ (richtig wäre: „Half a month“) à fehlender unbestimmter Artikel
Lexikalische Ebene: „The big rain prevented us from going to school.“ (richtig wäre: „heavy“)
Syntaktische Ebene: Subordination: „I always try my best to learn English. Because I want to be a teacher.“ (richtig wäre: „I always try my best to learn English because I want to be a teacher.“)
Diskursebene: „My family was poor. So my parents had to get up before daybreak and pick vegetables in the fields so they could carry them to the market earlier and sell them at a good price“. (richtig wäre: „My family was poor. So my parents had to get up before daybreak and pick vegetables in the fields so that they could carry them to the market earlier and sell them at a good price“).
Auswertung der Studie:
Anhand der 12 typischen Fehler wurde ein Diagramm und eine Tabelle erstellt, die den Vergleich zwischen den auftretenden Fehlern von Studierenden aus dem ersten Jahr (Sophomores) und dem zweiten Jahr (Juniors) stellen.
Fehler in Bezug auf Anzahl, Zeitform, Wortlaut, Wortart und Konjunktion nehmen während der zwei Jahre des Lernens am College ab. Andere Arten von Fehlern, wie die Nutzung von Artikeln, das Passiv oder there-be-Strukturen, bleiben jedoch bestehen und treten sogar, vor allem bei den Juniors, häufiger auf.
Zhang kommt zu dem Ergebnis, dass
• negatives/positives Feedback eine erhebliche Rolle spielten, um die Fossilisierung zu destabilisieren, aber nicht in jedem Fall zu Erfolgen führten.
• Grammatische Merkmale ohne direkte Form-Funktions-Beziehung tendenziell stabilisiert sind
• kreativer / freier Sprachgebrauch zu stabilisierten Fehlern führen kann
• die Komplexität der Aufgaben die Aufmerksamkeit und Anstrengung beeinflusst. Dies erklärt nach Zhang auch unter anderem, dass die fortgeschrittenen Studierenden teilweise mehr Fehler machten, da diese mehr auf die Bedeutung als auf die Form achten.
• Fehlerstabilisierung auf Diskursebene folgten, die eng mit der Denkweise und Organisation von Ideen in Sätzen im Chinesischen zusammenhängt. Das Verknüpfen von Wörtern wird häufig weggelassen, und die Wortreihenfolge kann frei geändert werden, solange die Ideen klar vermittelt werden. Dies geht im Englischen nicht („This book I like he not like.“ richtig wäre: „I like this book, but he doesn’t“)
Diese Ergebnisse bedeuten nach Zhang jedoch nicht, dass die Teilnehmenden schon als fossilisiert gelten. Aufmerksamkeit, Bewusstsein und das Training der Fähigkeit zur Selbstüberwachung tragen dazu bei, um das fehlerhafte Interlanguage-System zu destabilisieren.
Keine der Studien kann alleine als unabhängige Quelle für den Beweis von Fossilisierung stehen. Es müssen mindestens vier Kriterien in einer empirischen Untersuchung erfüllt sein, damit eine Form von Fossilisierung bestätigt werden kann:
• Es handelt sich um Longitudinal-Studien
• Es müssen ausreichend positive Materialien des Lernenden geben
• der/die Lernende muss hochmotiviert sein
• der/die Lernende muss genügend Möglichkeiten zum Lernen haben

## Problematiken empirischer Untersuchung
In der Forschung zur Fossilisierung wird die Zeitspanne einer longitudinalen Studie diskutiert. Eine Reihe von Forschern befürwortet eine Zeitspanne von mindestens fünf Jahren, damit man von einer Fossilisierung sprechen kann. Laut einigen Forschern ist die Thematik der Zeitspanne komplexer und komplizierter und sind der Ansicht, dass man die fundamentalen Unterschiede des L1-Hintergrunds von Sprechern und die Auswirkungen auf das Lernen einer Zweitsprache berücksichtigen sollte. Beispielsweise unterscheidet sich die Aussprache im Englischen als L2 bei einem nativen Sprecher des Spanischen von einem nativen Sprecher des Chinesischen. Zudem sollte man auch die kulturellen Hintergründe und die Gründe für das Lernen (oder nicht-Lernen) primär beachten. Diese zwei Beobachtungen wurden danach von vielen weiteren Forschern in ihren eigenen Untersuchungen aufgenommen. Han führt weitere Einflussfaktoren auf:
„Qualität und Quantität der Exposition gegenüber der Zielsprache, Lernmethoden, Möglichkeit zur Verwendung der Zielsprache, Bereitschaft der Lernenden, Verarbeitungsstrategien der Lernenden, Charakteristika des Inputs und nicht zuletzt die inhärente Komplexität - formal und funktional - von einem angegebenen Merkmal der Zielsprache“
(quality and quantity of exposure to the target language, mode of learning,opportunity to use the target language, learners’ readiness, learners’ pro-cessing strategies, input characteristics, and last but not least, the inherentcomplexity – formal and functional – of a given feature of the target language) Han 2004: 230.
Laut Han ist es möglich, die Zeitspanne festzustellen, indem die Zeit, die ein durchschnittlicher Lernender unter optimalen Bedingungen benötigt, um ein relevantes Merkmal der Zielsprache zu erwerben, mit anderen Lernenden verglichen wird. Beispielsweise, wenn ein Lernender drei Jahre gebraucht hat, um die englische passive Konstruktion zu erlernen, wäre eine mindestens dreijährige Beobachtung bei einem anderen Lernenden unter denselben Bedingungen erforderlich. Dies bezeichnet Han als „case-by-case suggestion“ und konzentriert sich hierbei auf die lokale Fossilisierung.
Die Unterscheidung zwischen Prozess und Produkt wirkt sich auch auf die empirische Untersuchung aus. Die Unterscheidung läuft also darauf hinaus, ob sich der Begriff auf einen Zustand (Produkt) bezieht, der direkt untersucht werden kann oder auf einen kognitiven Prozess, der nur beobachtet werden kann.

## Fossilisierung im Deutschen als Zweitsprache
Aktuelle Forschungen beziehen sich mehr auf die Selektivität und Variabilität zwischen Lernenden (The Selective Fossilization Hypothesis). Als die beiden Schlüsselvariablen gelten der L1-Einfluss sowie der L2-Input, der bei jedem Lernenden sehr individuell ist.
Hopp (2005) untersuchte in einer Studie fossilisierte Strukturen im Deutschen als L2. Die Lernenden in seiner Studie waren Personen, deren Muttersprache Englisch oder Japanisch war, und die auf einem fortgeschrittenen Level die deutsche Sprache erlernen. Die Probanden wurden über einen bimodalen (visuellen und auditorischen) Grammatikalitätstest auf optionale Wortreihenfolgen in Deutsch getestet. Hopp fokussierte sich in dieser Studie auf das Wissen der Teilnehmer über syntaktische Einschränkungen bzw. wo Bewegung in Sätzen oder Satzteilen erlaubt ist oder nicht. Ergebnisse zeigten, dass trotz wenigen Inputs die Englisch- und Japanischsprachigen Probanden Kenntnisse über diese grammatikalischen Strukturen aufwiesen. Sie unterschieden sich demnach, dass die Probanden mit Japanisch L1 eine bessere Leistung erbrachten. Dieses Ergebnis begründete Hopp mit dem L1-Hintergrund. Englisch und Japanisch unterscheiden sich in Bezug auf die Freiheit der Wortreihenfolge darin, dass das Englische weiter vom Deutschen entfernt ist als das Japanische, da es kein Scrambling, also keine freie Wortstellung im Mittelfeld, erlaubt. Laut Han bestätigen diese Ergebnisse, dass variable Konstruktionen wahrscheinlich Kandidaten für eine Fossilisierung sind. Dennoch reiche es nicht aus das nur aus Sicht der Syntaktik zu betrachten, da Fossilisierung da wahrscheinlicher zu bestätigen ist, wo eine Schnittstelle zu anderen Bereichen, wie dem Diskurs gegeben ist. Daher ist Fossilisierung im kontextuellen Sprachgebrauch am einfachsten zu erkennen.

## Defossilisierung/Destabilisierung
Den Versuch, spezifische Fehler durch erhöhte Aufmerksamkeit und einem erhöhten Feedback zu bereinigen oder das Ergebnis dessen, bezeichnet man als Defossilisierung. Ein methodischer Ansatz zur Defossilisierung ist der der Formfokussierung (focus on form). Einem sprachlichen Phänomen wird dabei eine höhere Aufmerksamkeit geschenkt und diese wird differenzierter wahrgenommen und im System des Lerners umstrukturiert.
Hierbei gibt es unterschiedliche Verfahren für den formfokussierten Unterricht:
• Inputflut anhand von schriftlichem und mündlichem Material, das mit der zu fokussierenden Form angereichert ist
• Inputintensivierung: Hervorhebung der zielsprachlichen Formen durch grafische Visualisierungstechniken
• Interaktionales Feedback
• Sprachbewusstseinsfördernde Aufgaben
Hierbei sollten die Aufgaben möglichst spontan und reaktiv oder proaktiv ablaufen.
Khakimova (2013) begleitete eine erwachsene russischsprachige Probandin mit der Zielsprache Deutsch. Durch die Reflexion ihrer Sprachlernbiographie, das Durchführen von individuellen mitbestimmten Aufgaben und der mündlichen Selbsteinschätzung durch Unterstützung konnte eine eindeutige Verbesserung der Aussprache erreicht werden. Scheller (2008) zeigt, dass ein kognitionslinguistischer Erklärungsansatz sowie durch multimodales Lernen sich positive Effekte bei erwachsenen Zweitspracherwerbern zeigen, die schon seit vielen Jahren in einem sprachlichen Bereich stagnieren. In einigen Studien wurden Versuche zur Defossilisierung unternommen, die nicht erfolgreich waren. Auch wenn temporär eine Defossilisierung erschien, kam es zum Backsliding sobald der Lernende der Zielsprache weniger Aufmerksamkeit widmete.
Teilweise plädieren Forscher dafür, dass man anstatt von Defossilisierung von Destabilisierung sprechen sollte, da die Fossilisierung „endgültig“ sei.

## Forschungsaussicht
Fossilisierungen können in unterschiedlichen Lernphasen in Aussprache, Wortschatz und/oder Grammatik auftreten und meist in keiner erkennbaren Systematik. Die Gründe können sehr unterschiedlich sein: Soziokultureller Natur oder aufgrund der Unfähigkeit, die mit alters- und stressbedingten Veränderungen im zentralen Nervensystem einhergeht.
Aktuell herrscht Ungleichgewicht zwischen empirischen Daten und Erklärungen, da die Erklärungen überwiegen (auch bezeichnet als „Fossilisierungs-Flip-Flop“). In Zukunft könnten weitere Faktoren genauer betrachtet werden, die ebenfalls einen großen Einfluss auf das Stagnieren des Lernens haben, wie die genauere Untersuchung zur Quantität und Qualität zum Input, die Motivation des Lernenden oder Gelegenheit zur kommunikativen Praxis. Laut Han sollten auch in Zukunft mehr auf die Validität und Reliabilität in den Forschungen geachtet werden, damit eine angemessene Datenbank vorhanden sei und die theoretische Arbeit sinnvoll ergänzt wird.
Weiterhin entstehen mehr Forschungen zur Fossilisierung und dem Anwendungsbereich im Unterricht. Als Ziel wird gesetzt, dass die Fossilisierungsforschung neben der Identifikation der Merkmale der Fossilisierung auch den Fokus auf die praktische Umsetzung setzt, die auch hilfreich für den praktischen Unterricht und Umsetzungsstrategien wären.
Zusammenfassend ist eine gewisse konzeptionelle Einheit erforderlich, damit die Untersuchungen zu Fossilisierung effektiv verlaufen. Es gibt noch Unstimmigkeiten, ob die Fossilisierung auf globaler oder lokaler Ebene funktionieren kann, ob es sich um ein messbares Produkt oder um eine Tendenz, die nur beobachtet werden kann, handelt. Bis dahin ist es unmöglich, akzeptable empirische Studien zu entwerfen und ihre Ergebnisse zu interpretieren.

## Schriftliche Quellen
- Ashley Fidler: Reconceptualizing fossilization in second language acquisition: a review. In: Second language research. Vol 22, Nr. 3, Juli 2006, S. 398–411.

- ZhaoHong Han: Forty years later: Updating the Fossilization Hypothesis. In: Language teaching. Vol. 46, Nr. 2, Cambridge University Press, April 2013, S. 133–171.

- ZhaoHong Han: Fossilization—A classic concern of SLA research. In: Susan M. Gass, Allison Mackes (Hrsg.): The Routledge Handbook of Second Language Acquisition. Routledge, 2012, ISBN 978-0-415-47993-6.

- ZhaoHong Han, Larry Selinker: Fossilization in L2 learners. In: E. Hinkel (Hrsg.): Handbook of Research in Second Language Teaching and Learning. Lawrence Erlbaum, Mahwah, N.J. 2005, S. 455–470.

- ZhaoHong Han: Fossilization in Adult Second Language Acquisition. Verlag Multilingual Matters, 2004, ISBN 1-85359-687-6.

- ZhaoHong Han: Fossilization: five central issues. In: International journal of applied linguistics. Vol. 14, Nr. 2, Blackwell Publishing, Oxford, UK 2004, S. 212–242.

- E. Kellerman: Age before beauty. In: L. Eubank, L. Selinker, M. Sharwood Smith (Hrsg.): The Current State of Interlanguage. John Benjamins, Amsterdam 1995, ISBN 1-55619-506-0, S. 219–232.

- Jörg Roche: Mehrsprachigkeit und Sprachenerwerb. Narr Francke Attempto, Tübingen 2018.

- Larry Selinker: Interlanguage. In: International Review of Applied Linguistics in Language Teaching. Band 10, Nr. 1–4, 1972, S. 209–232.

- Hong-wu Zhang, Jing Xie: Interlanguage Fossilization in Chinese EFL Writing - An Empirical Research of 20 English Major Students. In: Sino-US English teaching. Vol. 11, Nr. 4, 2014, S. 248–258.